# Aston Martin AMR25
El Aston Martin AMR25 es un monoplaza de Fórmula 1 construido por Aston Martin para competir en la temporada 2025. Es conducido por Fernando Alonso y Lance Stroll.
Aston Martin presentó su decoración el 18 de febrero en Londres. Este monoplaza es el sucesor del AMR24, el cual no logró ningún podio a lo largo de la temporada, a diferencia de su antecesor. Durante la pasada temporada, la escudería británica se enfrentó con diferentes dificultades al momento de aplicar las actualizaciones pertinentes, por lo que el monoplaza fue perdiendo competitividad de forma progresiva durante la campaña 2024. Es el último monoplaza de Aston Martin motorizado por Mercedes, ya que en 2026 será motorizado por Honda.

## Resultados

### Fórmula 1
(Clave) (negrita indica pole position) (cursiva indica vuelta rápida)

| Año   | Motor                        | Neu. | N.º | Pilotos         | 1   | 2   | 3   | 4   | 5   | 6   | 7   | 8   | 9   | 10  | 11  | 12  | 13  | 14  | 15  | 16  | 17  | 18  | 19  | 20  | 21  | 22  | 23  | 24  | Puntos | Pos. |
| ----- | ---------------------------- | ---- | --- | --------------- | --- | --- | --- | --- | --- | --- | --- | --- | --- | --- | --- | --- | --- | --- | --- | --- | --- | --- | --- | --- | --- | --- | --- | --- | ------ | ---- |
| 2025* | Mercedes-AMG F1 M16 V6 Turbo | P    |     |                 | AUS | CHN | JPN | BHR | ARA | MIA | EMI | MON | ESP | CAN | AUT | GBR | BEL | HUN | NED | ITA | AZE | SIN | USA | MEX | SÃO | LVG | QAT | ABU | 56     | 6.º  |
| 2025* | Mercedes-AMG F1 M16 V6 Turbo | P    | 14  | Fernando Alonso | Ret | Ret | 11  | 15  | 11  | 15  | 11  | Ret | 9   | 7   | 7   | 9   | 17  | 5   |     |     |     |     |     |     |     |     |     |     | 56     | 6.º  |
| 2025* | Mercedes-AMG F1 M16 V6 Turbo | P    | 18  | Lance Stroll    | 6   | 9   | 20  | 17  | 16  | 165 | 15  | 15  | WD  | 17  | 14  | 7   | 14  | 7   |     |     |     |     |     |     |     |     |     |     | 56     | 6.º  |

- * Temporada en progreso.